# Аппоматтокс (река)
Река Аппоматтокс (англ. Appomattox River) — река в штате Виргиния (США), приток реки Джеймс. Река названа в честь жившего когда-то в этих местах индейского племени аппоматтоков, и поэтому в исторических документах имеется много различных вариантов написания её названия (Apamatuck, Apamutiky, Appamattuck, Appomattake, Apumetecs и т. п.).

## География
Исток реки расположен в 16 км к северо-востоку от административного центра округа Аппоматтокс. Оттуда она течёт в общем направлении на юго-восток сквозь Государственный лес Аппоматтокс-Бакингем к Фармвиллу. От Фармвилла она течёт по большой дуге сначала на северо-восток, а затем на юго-восток, протекает юго-западнее Ричмонда, течёт сквозь Питерсберг (откуда становится судоходной), и впадает в реку Джеймс в Хоупвелле.

## История
Английские колонисты в Виргинии попытались переименовать реку в «Бристол» (Bristoll River), но прижилось индейское название. В годы гражданской войны в этих местах в 1865 году развернулась Аппоматтоксская кампания.